# Kit Connor
Kit Sebastian Connor (Croydon (Londen), 8 maart 2004) is een Engels acteur. Hij speelde in diverse films en series, waaronder Get Santa, Rocketman en Heartstopper.

## Carrière
Connor maakte in augustus 2013 op achtjarige leeftijd zijn acteerdebuut in de Sky One-serie Chickens. Hij verscheen hierna als acteur in de televisiefilm An Adventure in Space and Time en de televisieseries Casualty en Rocket's Island, voordat hij in 2014 in de bioscoopfilm Get Santa verscheen.
In de jaren die volgde speelde Connor mee in verschillende films, waaronder Mr. Holmes, The Mercy en Ready Player One. Daarnaast is Connor als stemacteur werkzaam, zo was hij van 2019 tot en met 2022 te horen in de HBO-serie His Dark Materials en in de film The Wild Robot.
Sinds april 2022 vertolkt Connor de hoofdrol van Nick Nelson in de Netflix-serie Heartstopper. Voor deze rol won hij in 2022 een Children's and Family Emmy Award in de categorie Outstanding Lead Performance.

## Filmografie

### Film
| Jaar | Titel                                             | Rol                   | Notities |
| ---- | ------------------------------------------------- | --------------------- | -------- |
| 2014 | Get Santa                                         | Tom Anderson          |          |
| 2015 | Mr. Holmes                                        | Boy                   |          |
| 2017 | The Mercy                                         | Simon Crowhurst       |          |
| 2018 | Ready Player One                                  | Reb kid               |          |
| 2018 | The Guernsey Literary and Potato Peel Pie Society | Eli Ramsey            |          |
| 2018 | Slaughterhouse Rulez                              | Wootton               |          |
| 2019 | Rocketman                                         | jonge Reginald Dwight |          |
| 2019 | Little Joe                                        | Joe Woodard           |          |
| 2024 | The Wild Robot                                    | Brightbill            | Stem     |
| 2025 | Warfare                                           | Tommy                 |          |

### Televisie
| Jaar      | Titel                          | Rol                | Notities                          |
| --------- | ------------------------------ | ------------------ | --------------------------------- |
| 2013      | Chickens                       | Clem               | Aflevering: "Episode Six"         |
| 2013      | An Adventure in Space and Time | Charlie            | Televisiefilm                     |
| 2013      | Casualty                       | Barnaby Lee        | Aflevering: "Away in a Manger"    |
| 2014-2015 | Rocket's Island                | Archie Beckles     | Hoofdrol                          |
| 2015      | The Frankenstein Chronicles    | Joey               | Aflevering: "A World Without God" |
| 2016      | War & Peace                    | jonge Petya Rostov | 3 afleveringen                    |
| 2016      | Grantchester                   | Charlie Jones      | Aflevering: "Episode 5"           |
| 2017      | SS-GB                          | Bob Sheenan        | Miniserie, terugkerende rol       |
| 2018      | Grandpa's Great Escape         | Jack               | Televisiefilm                     |
| 2019-2022 | His Dark Materials             | Pantalaimon        | Terugkerende stemrol              |
| 2022-2024 | Heartstopper                   | Nick Nelson        | Hoofdrol                          |

## Toneel
| Jaar      | Titel                      | Rol              | Notities                               |
| --------- | -------------------------- | ---------------- | -------------------------------------- |
| 2016      | Welcome Home, Captain Fox! | Small boy        | Donmar Warehouse, London               |
| 2018      | Fanny & Alexander          | Alexander Ekdahl | The Old Vic, London                    |
| 2024-2025 | Romeo + Juliet             | Romeo            | Circle in the Square Theatre, Broadway |

## Privéleven
Door zijn rol als de biseksuele Nick in Heartstopper kreeg hij veel kritiek omdat mensen vonden dat hij aan queerbaiten deed. Hij heeft daarom zijn twitteraccount verwijderd. Even later kwam hij weer terug op twitter en bracht een bericht naar buiten waarin hij schreef “Ik ben bi. Gefeliciteerd dat jullie een 18 jarige hebben gedwongen zich te outen”.